# Mirjam van der Vegt
Mirjam van der Vegt (1977) is een Nederlandse schrijver, spreker en trainer.

## Loopbaan
Na een hbo-opleiding Journalistiek aan de Christelijke Hogeschool Ede werkte Mirjam van der Vegt bij de actualiteitenprogramma's Twee Vandaag en Netwerk. Daarna schreef ze achtergrondartikelen voor het programmablad Visie en werkte ze aan verschillende projecten, zoals een documentaire over homoseksualiteit, een lessenpakket over zelfdoding en een e-cursus rondom stilte. Vanuit haar eigen ervaringen met een burn-out begon haar fascinatie met stilte.  
Sindsdien is Mirjam van der Vegt auteur en treedt ze op als 'stiltetrainer': ze geeft trainingen en retraites rondom rust. Van haar boeken rondom stilte werden ruim 70.000 exemplaren verkocht. Haar boek De kracht van rust werd in 2021 verkozen tot Beste Spirituele Boek. Dat jaar werd haar debuut Koester je hart ook uitgegeven in Amerika, onder de titel Stilte: The Dutch Art of Quietude. Vanuit de Kairos Academy geeft zij trainingen specifiek voor rust op de werkvloer.  
Van der Vegt is ambassadeur van Tearfund.

## Persoonlijk
Mirjam van der Vegt is getrouwd en heeft samen met haar man twee dochters. Zij woonden lange tijd in de wijk Kanaleneiland in Utrecht. Later verhuisden zij naar Houten.

#### Non-fictie
- 2012: Koester je hart: 40 stiltetips voor je leven (vertaald als Stilte, The Dutch Art of Quietude, 2021)
- 2012: Stille Momenten, notitieboek
- 2013: Stil mijn ziel, cd
- 2013: Stiltedagboek, met 365 bijbelmeditaties
- 2014-2015, 2017-2018: Stilteagenda
- 2014: Durf te leven: Vrij bewegen in een angstige wereld
- 2014: Stil (glossy)
- 2015: Herademen met de Psalmen: 40 stiltemeditaties
- 2016: Adem de dag, 365 momenten van verstilling en bezieling, inclusief de Ademreeks
- 2020: De kracht van rust (Beste Spirituele Boek 2021)
- 2021: Eeuwenoude stilte hier en nu
- 2022: Leren van bomen: 50 meditaties

#### Romans
- 2009: Schaduwvlucht
- 2011: De laatste patiënt
- 2012: De zomer van de vreemdeling (novelle)
- 2016: Het naaiatelier (novelle)

#### Documentaires
- 2004: Uit de schaduw (documentaire en boek over homoseksualiteit in christelijke kring)
- 2011: Zelfdoding (lespakket over zelfmoord)
- 2013: Op zoek naar God in de stilte (e-cursus)

## Bestseller 60
| Boeken met noteringen in de Nederlandse Bestseller 60 | Jaar van verschijnen | Datum van binnenkomst | Hoogste positie | Aantal weken | Opmerkingen |
| ----------------------------------------------------- | -------------------- | --------------------- | --------------- | ------------ | ----------- |
| De kracht van rust                                    | 2021                 | 17-02-2021            | 39              | 2            |             |